# Campionati mondiali di wushu
I Campionati mondiali di Wushu (Inglese: World Wushu Championships WWC) sono un evento sportivo internazionale organizzato dalla Federazione Internazionale di Wushu (IWUF) per le discipline di arti marziali cinesi taolu e sanda (sanshou). Si svolgono ogni due anni dal 1991 in concomitanza con il congresso IWUF.

## Campionati
| Anno | Edizione | Città, Nazione                   | Eventi |
| 1991 | 1        | Pechino, Cina                    | 23     |
| 1993 | 2        | Kuala Lumpur, Malaysia           | 24     |
| 1995 | 3        | Baltimore, Stati Uniti d'America | 24     |
| 1997 | 4        | Roma, Italia                     | 25     |
| 1999 | 4        | Hong Kong, Cina                  | 31     |
| 2001 | 6        | Erevan, Armenia                  | 41     |
| 2003 | 7        | Macau, Cina                      | 39     |
| 2005 | 8        | Hanoi, Vietnam                   | 40     |
| 2007 | 9        | Pechino, Cina                    | 40     |
| 2009 | 10       | Toronto, Canada                  | 40     |
| 2011 | 11       | Ankara, Turchia                  | 40     |
| 2013 | 12       | Kuala Lumpur, Malaysia           | 46     |
| 2015 | 13       | Giacarta, Indonesia              | 50     |
| 2017 | 14       | Kazan', Russia                   | 44     |
| 2019 | 15       | Shanghai, Cina                   | 44     |
| 2021 | 16       | Dallas, Stati Uniti d'America    |        |

## Conteggio medaglie totale
I primi dieci e Italia dal 2019:
| Pos. | Nazione       | Oro | Argento | Bronzo | Totale |
| ---- | ------------- | --- | ------- | ------ | ------ |
| 1    | Cina          | 218 | 12      | 2      | 232    |
| 2    | Iran          | 51  | 22      | 23     | 96     |
| 3    | Hong Kong     | 44  | 63      | 37     | 144    |
| 4    | Russia        | 39  | 32      | 34     | 105    |
| 5    | Vietnam       | 34  | 59      | 56     | 149    |
| 6    | Corea del Sud | 23  | 31      | 48     | 102    |
| 7    | Macao         | 22  | 34      | 31     | 87     |
| 8    | Malaysia      | 21  | 33      | 43     | 97     |
| 9    | Filippine     | 17  | 19      | 33     | 69     |
| 10   | Indonesia     | 15  | 13      | 18     | 46     |
| 17   | Italia        | 4   | 8       | 18     | 30     |

## Coppa del mondo

### Coppa del mondo di sanda
| Edizione | Anno | Città ospitante, Paese |
| 1        | 2002 | Shanghai, Cina         |
| 2        | 2004 | Guanzhou, Cina         |
| 3        | 2006 | Xi'an, Cina            |
| 4        | 2008 | Harbin, Cina           |
| 5        | 2010 | Chongqing, Cina        |
| 6        | 2012 | Wuyishan, Cina         |
| 7        | 2014 | Jakarta, Indonesia     |
| 8        | 2016 | Xi'an, Cina            |
| 9        | 2018 | Hangzhou, Cina         |
| 10       | 2021 | Melbourne, Australia   |

#### Coppa del mondo di taolu
| Edizione | Anno | Città ospitante, Paese |
| 1        | 2016 | Fuzhou, Cina           |
| 2        | 2018 | Yangon, Myanmar        |
| 3        | 2022 | Tokyo, Giappone        |